# Zvíkovské Podhradí
Zvíkovské Podhradí là một làng thuộc huyện Písek, vùng Jihočeský, Cộng hòa Séc.